# Bagras
Barghas, Bargas – warownia templariuszy, zwana przez nich Gaston, położona w pobliżu Antiochii, wzniesiona na szczycie wzgórza koło przełęczy Belen w 1153. Zdobyta przez Saladyna 26 sierpnia 1189.